# Cromosoma politènic

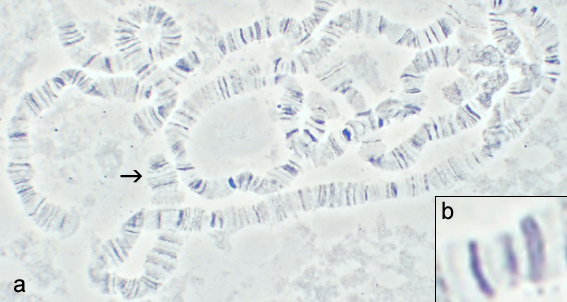
Cromosoma Politènica de Drosophila melanogaster. La imatge va ser obtinguda mitjançant contrast de fase. El cromocentro es troba en l'angle superior dret. La fletxa assenyala l'extrem del cromosoma X. La imatge ampliada (B) mostra les bandes i les interbandas amb més detall.

Les cèl·lules de les glàndules salivals dels insectes de l'ordre dels dípters presenten nuclis que es troben en una interfase permanent. Durant el creixement i desenvolupament de les larves d'aquests insectes, la divisió cel·lular s'atura en alguns teixits però les cèl·lules continuen el seu creixement per increment de volum. Aquest procés passa, per exemple, en els tubs de Malpighi, en les cèl·lules nutrícies dels ovaris, a l'epiteli intestinal i en les cèl·lules de les glàndules salivals. En les cèl·lules dels teixits esmentats, els cromosomes pateixen rondes repetides de duplicacions però sense separar-se, procés conegut com a endomitosi. Això porta a la producció de cromosomes constituïts per diversos centenars o encara milers de brins. Durant aquest procés de politenizació o politènia, els cromosomes incrementen tant la seva longitud com el seu diàmetre. De fet, la longitud dels cromosomes de la Drosophila a una metafase és de l'ordre de 7,5 μ mentre que el llarg total dels cromosomes en un nucli de les glàndules salivals és de voltant de 2.000μ.
A més del canvi en la mida, els cromosomes politènics presenten dues altres característiques. En primer lloc, els cromosomes homòlegs estan associats entre si en tota la seva extensió. Aquesta condició, anomenada aparellament somàtic és pròpia de la mitosi de la majoria dels dípters. L'altra característica peculiar és que els cromosomes mostren un patró particular de bandeig transversal que consisteix en zones més fosques, anomenades bandes, que alternen amb zones clares, anomenades interbandes. Quan s'observen al microscopi òptic s'identifiquen com bandes fosques i clares transversals alternants. Tot i que la majoria de les bandes són contínues a través del cromosoma, altres apareixen com una sèrie de punts. Aquest bandeig és reproduïble de nucli a nucli, formant un patró constant de tal manera que els cromosomes poden ser identificats i mapejats en tota la seva longitud. Hi ha aproximadament 5.000 bandes i 5000 interbandes en total en el genoma de Drosophila melanogaster. A causa del fet que el patró de bandeig que presenten els cromosomes politènics és un reflex constant de les seqüències d'ADN, les bandes serveixen com a marcadors per localitzar diverses característiques genètiques (lloc dels gens, o canvis en el genoma degut a reordenaments cromosòmics, per exemple delecions, duplicacions de bandes i translocacions) i s'han utilitzat en diversos estudis genètics i evolutius.

En D. melanogaster el patró de bandeig no es distingeix en aquelles regions heterocromàtiques presents en regió centromèrica de tots els seus cromosomes (n=4). Les regions heterocromàtiques estan associades formant un cromocentre. Ja que dos membres del complement haploides d'aquesta espècie són metacèntrics (els cromosomes 2 i 3) i dos són acrocèntrics (cromosoma sexual X o Y i el cromosoma 4), els cromosomes politènics en aquesta espècie apareixen com a cinc braços desiguals que irradien del cromocentre: un braç corresponent al cromosoma X, els dos braços del cromosoma 2 i els dos braços del cromosoma 3 (3L i 3R). En alguns casos es pot visualitzar un sisè braç molt petit que representa el cromosoma 4.